# سیس دکر
 سیس دکر (هلندی: Cees Dekker؛ زاده ۷ آوریل ۱۹۵۹) یک فیزیک‌دان اهل هلند است.